# Efeito Pfeiffer
O efeito Pfeiffer é um fenômeno óptico pelo qual a presença de um composto opticamente ativo influencia a rotação óptica de uma mistura racêmica de um segundo composto.
Misturas racêmicas não giram a luz polarizada plana, mas a concentração de equilíbrio dos dois enantiômeros pode mudar da unidade na presença de uma espécie quiral fortemente interativa.  Paul Pfeiffer, um aluno de Alfred Werner e inventor do ligante de salen, relatou esse fenômeno.  O primeiro exemplo do efeito é creditado a Eligio Perucca, que observaram rotações ópticas na parte visível do espectro quando cristais de clorato de sódio, os quais são quirais e incolores, foram corados com um corante racêmico.  O efeito é atribuído à interação da substância opticamente pura com a segunda esfera de coordenação do racemato.